# Szalma Annamária

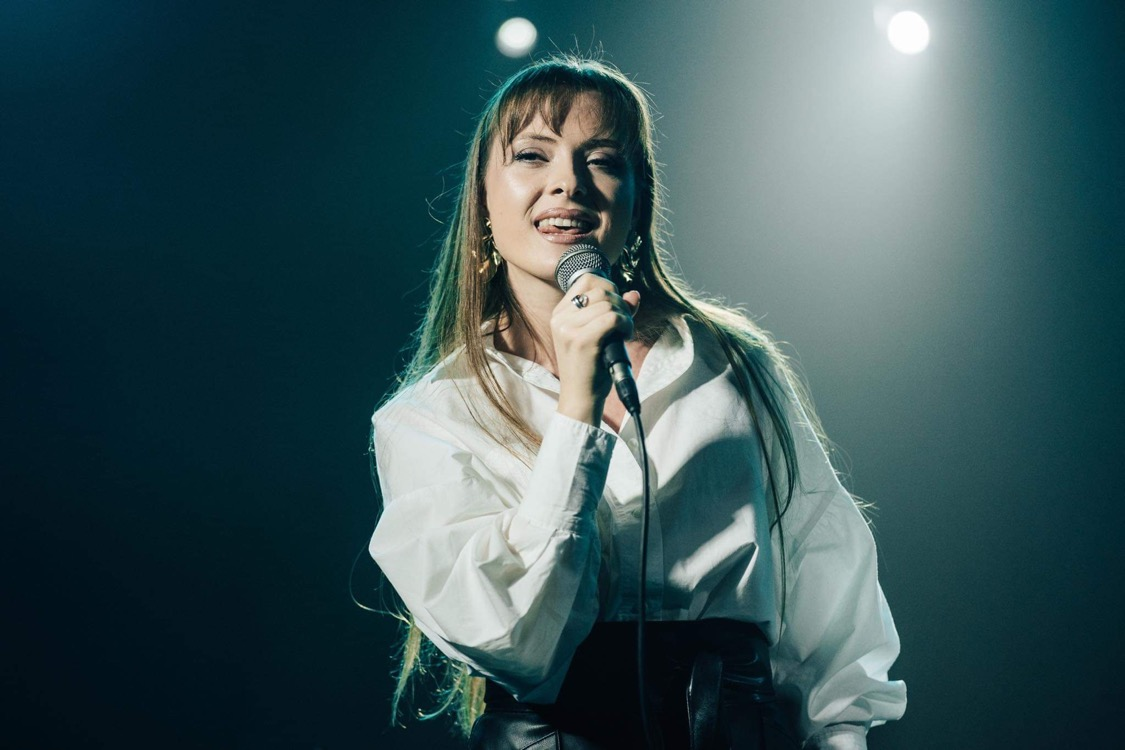
Szalma Annamária a budapesti Dürer kertben 2021. november 28-án

Szalma Annamária (Szeged, 1996. január 22.–) magyar énekes és dalszerző.

## Korai évek
Szülővárosában nevelkedett. Édesapja Szalma Ernő zongorista, a Volvox zenekar billentyűse a '90-es évektől. Édesanyja Püspök Mária, földrajz és turizmus szakos tanárnő. Szülei vajdasági származásúak.
Hét évesen kezdett zongorázni, zenei tanulmányait a szegedi Király-König Péter Zeneiskolában folytatta, klasszikus zongora szakon. Ekkor kezdett el énekelni is különböző könnyűzenei stílusokban, melyet autodidakta módon fejlesztett. 

## Tanulmányai
A szegedi Deák Ferenc Gimnázium magyar-angol két tanítási nyelvű tagozatán fejezte be középiskolai tanulmányait. 
Diplomáját a SZTE Állam- és Jogtudományi Kar Nemzetközi Tanulmányok szakán szerezte. Egyetemi évei alatt Dudás Beáta (Szabadkai Zeneművészeti Szakközépiskola – jazz ének tanszak) segítségével fejlesztette énektudását Szabadkán, majd pedig Szegeden.  

## Zenei pályafutása
2009-ben a Sztárpalánta országos tehetségkutató versenyen II. helyezést ért el könnyűzenei kategóriában, ahol a szakmai zsűri tagjai Pély Barna, Mits Gergő és Romhányi Áron voltak. Ezt követően 2010-ben, mindössze 14 évesen tagja lett a szegedi Volvox zenekarnak, mint vokalista. Zenéjük stílusát a déli funk, az afro és latin-amerikai ritmusok, a mediterrán hangulat jellemzi, a kongák, az igényes vokálok és a fúvósok színesítik. A zenekarral a mái napig klubkoncerteznek. A következő években különböző formációkban próbálta ki magát és zenélt együtt session énekesként. Együtt koncerteztek jazz trio-t alkotva Kurina Kornél jazz gitárossal és Hegyi Viktor jazz-szaxofonossal. 2013-ban létrehozta első saját zenekarát a Maya Soul-t, melynek tagjai Szalma Ernő (billentyű), Oláh Csaba (gitár) és Rácz Zsolt (dob). A ByTheWay zenekarban vokalistaként vett részt A Dal 2016 műsorában a Free to fly c. szerzeményben. Ugyanebben az évben hozták létre a Maya 'n' Peti akusztikus duót az egykori ByTheWay énekesével, Szikszai Péterrel. Két évvel később a duó bemutatkozhatott A Dal 2018 mezőnyében Nekem Te c. közös számukkal, amelyet Annamária testvére Szalma Edvárd szerzett és Peti producerelt. 
A Molnár Dixieland Band vendégelőadójaként énekelt Gájer Bálinttal és Lázár Istvánnal (Don Lázi) közösen Szegeden. Az akusztikus formációjával 2018. november – 2019. májusig a Kanári-szigeteken zenélt 4-5 csillagos szállodákban, ahol 155 koncertet adtak nemzetközi közönség előtt. 2019-ben 5 héten keresztül Stockholm és Tallinn között ingázva énekelt egy óceánjáró hajón napi szinten. A Fem3 Café műsorában láthattuk, ahol Zaz Je Veux c. dalát és a Santa Baby c. karácsonyi dalt adta elő két egyedi akusztikus átdolgozásban. Vendégelőadóként énekelt a The Easy Babies formációba, ahol a 40-es évek swing dalait adják elő koncertjeiken. 
2020 júliusában a Balatoni Nyár c. műsorban láthattuk, ahol a Greedy c. Ariana Grande dalt adta elő akusztikus felállásban. A Dal 2021 műsorában vokalistaként vett részt GERENDĀS feat. Dárdai Blanka: Senkié c. közös produkciójában.
Az énekesnő 2021. július 22-én debütált első saját szerzeményével, amely az Álmodtál címet viseli. A dalpremierre a Petőfi Rádió Minek Nevezzelek c. műsorában került sor, ahol Boros Csabával beszélgettek eddigi pályafutásáról, a dalról és jövőbeni terveiről. A videoklipp sajátos és letisztult képek sorozatát mutatja be, amelyben betekinthetünk az előadó gyermekkori emlékeibe. Az M2 Petőfi TV Én vagyok itt c. magyar zenei műsor augusztusi adásában hallhattunk bővebben a dal elkészítéséről.